# Дом зодчих Зенковых
Дом зодчих Зенковых — здание в Алма-Ате, в котором проживали знаменитые архитекторы города Верного Павел Матвеевич Зенков и его сын Андрей Павлович.

## История
Здание было построено в конце XIX века и принадлежало купцу И. Д. Лутманову. В октябре 1888 года дом приобретает городской голова Верного Павел Матвеечич Зенков, так как предыдущий дом семьи был разрушен землетрясением 1887 года.
В 1915 году скончался Павел Зенков, а в 1916 году Андрей Павлович был мобилизован на фронт. В доме осталась проживать только Евдокия Зенкова, жена Павла Матвеевича и мать Андрея Зенкова. Она в 1917 году продаёт участок с домом некоему бухарскому узбеку.
В настоящее время в здании располагается Городская станция скорой помощи.

## Архитектура

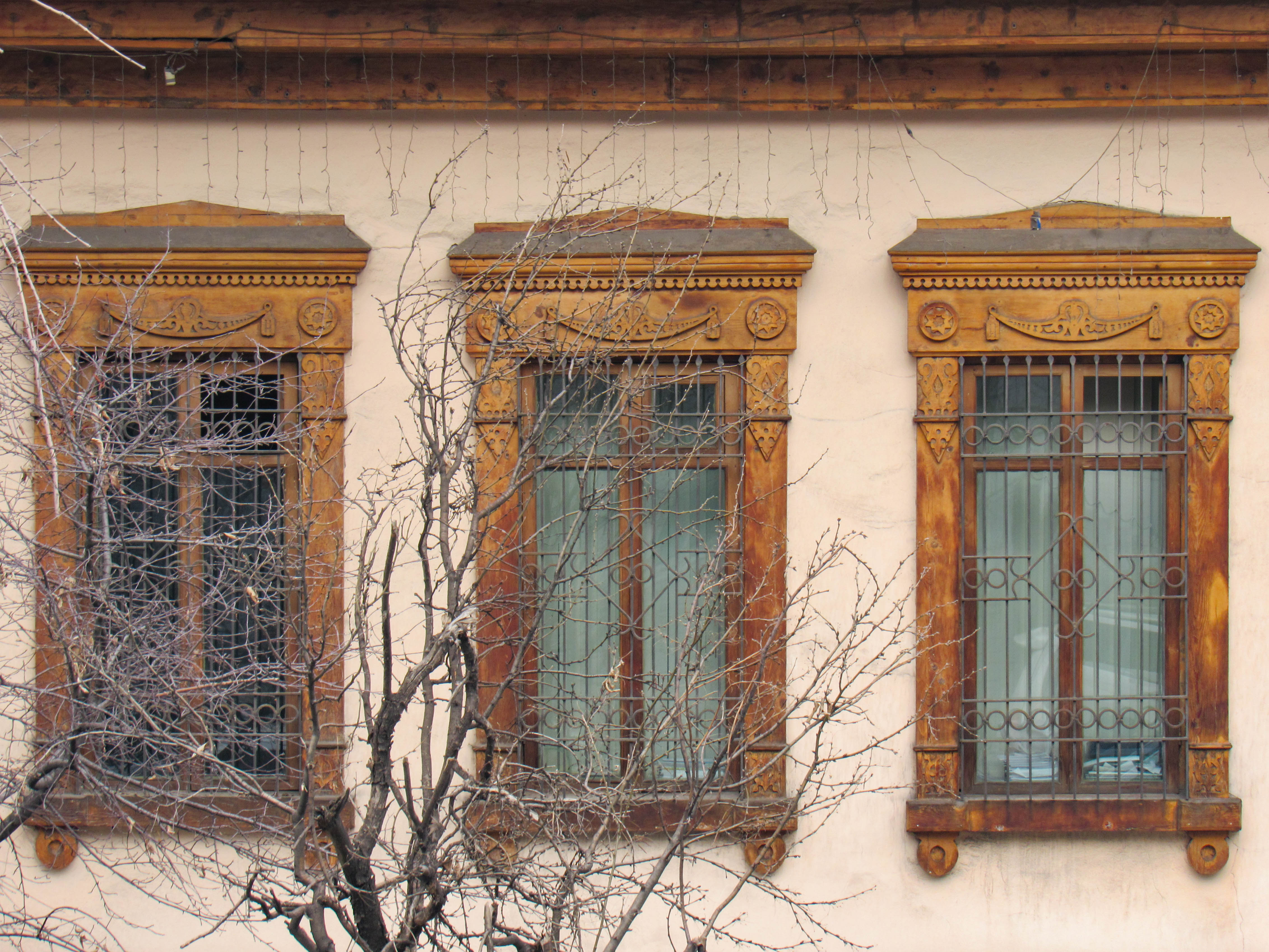
Фасадные окна с деревянными наличниками

Строение представляет собой одноэтажный деревянный бревенчатый сруб, построенный на каменном фундаменте. Окна дома обрамлены резными деревянными наличниками. Стены оштукатурены и побелены. Планировочная композиция здания — коридорная.
Здание представляет собой образец рядовой жилой застройки города Верного конца XIX века.

## Статус памятника
4 апреля 1979 года было принято Решение исполнительного комитета Алма-Атинского городского Совета народных депутатов № 139 «Об утверждении списка памятников истории и культуры города Алма-Аты», в котором был указан дом зодчих Зенковых. Решением предусматривалось оформить охранное обязательство и разработать проекты реставрации памятников.
26 января 1982 года здание было включено в список памятников истории и культуры республиканского значения Казахской ССР.